# Classeya bleszynskii
Classeya bleszynskii là một loài bướm đêm trong họ Crambidae.